# محمد سيف خطيب
محمد سيف خطيب (10 يناير 1951 - 15 فبراير 2021) كان سياسيًا من الحزب الثوري التنزاني وعضوًا في البرلمان عن دائرة أوزيني الانتخابية منذ عام 1995.

## الحياة المهنية
كان خطيب رئيسًا وطنيًا للشباب في الحزب الثوري التنزاني من 1978 إلى 1983 وكان عضوًا في المجلس التنفيذي الوطني لـ الحزب من 1978 إلى 2002. بعد أن شغل منصب وزير الدولة في مكتب رئيس الوزراء المسؤول عن الإعلام، كان قد عُين وزيراً للإعلام والثقافة والرياضة في مجلس الوزراء في 4 يناير 2006. بعد ذلك تم تعيينه وزيراً في مكتب نائب الرئيس لشؤون الاتحاد في 12 فبراير 2008.